# Cieśnica
Cieśnica – kanał wodny w miastach Szczecin i Police na Pomorzu Zachodnim. Wody Cieśnicy wraz z wodami głównego nurtu Odry – Domiąży i innych ramion Odry – Łarpi i Polickiego Nurtu otaczają największą wyspę Polic – Polickie Łąki.
W rejonie Cieśnicy znajdowało się osiedle Szaniec.
Siedliska wokół Cieśnicy objęto ochroną, tworząc ostoję Police - kanały.
Nazwę Cieśnica wprowadzono urzędowo rozporządzeniem w 1949 roku, zastępując poprzednią niemiecką nazwę Enge Oder.